# AlphaTauri AT02
Chronologie des modèles (2021)
AlphaTauri AT01 AlphaTauri AT03
L'AlphaTauri AT02 est la monoplace de Formule 1 engagée par la Scuderia AlphaTauri dans le cadre de la saison 2021 du championnat du monde de Formule 1. 
Elle est pilotée par le Français Pierre Gasly, une victoire, ainsi que le jeune japonais Yuki Tsunoda qui fait ses débuts dans la discipline.
La monoplace est la dernière motorisée officiellement par Honda qui se retire de la Formule 1 à la fin de la saison 2021. Les plans du moteur ont été rachetés par Red Bull et AlphaTauri afin de ne pas avoir à créer un moteur complet, ce qui veut dire que ce moteur sera encore dans l'Alpha Tauri l'an prochain. Cette voiture est la dernière de l'écurie avant la révolution technique qui interviendra en 2022.

## Présentation
La monoplace est dévoilée le 19 février 2021 via une vidéo publiée sur YouTube.

## Résultats en championnat du monde de Formule 1
La voiture se montre très performante et capable d'aller se mêler à la lutte du milieu de peloton. Elle est régulièrement en concurrence avec les Alpine et les Aston Martin et parvient même à titiller les Ferrari et les McLaren. Elle a inscrit des points lors de chaque courses même quand celle-ci est en difficulté comme à Silverstone. 
Pierre Gasly réussit à de multiples reprises à intégrer la Q3 et le Top 6 en qualifications et Yuki Tsunoda réussit de temps à autre à inscrire de petits points avec sa machine.
Le Français, au terme d'un weekend parfaitement maîtrisé, obtient le premier podium de cette voiture à Bakou en terminant troisième.
| Saison | Écurie                    | Moteur                        | Pneus   | Pilotes      | Courses | Courses | Courses | Courses | Courses | Courses | Courses | Courses | Courses | Courses | Courses | Courses | Courses | Courses | Courses | Courses | Courses | Courses | Courses | Courses | Courses | Courses | Points inscrits | Classement |
| Saison | Écurie                    | Moteur                        | Pneus   | Pilotes      | 1       | 2       | 3       | 4       | 5       | 6       | 7       | 8       | 9       | 10      | 11      | 12      | 13      | 14      | 15      | 16      | 17      | 18      | 19      | 20      | 21      | 22      | Points inscrits | Classement |
| ------ | ------------------------- | ----------------------------- | ------- | ------------ | ------- | ------- | ------- | ------- | ------- | ------- | ------- | ------- | ------- | ------- | ------- | ------- | ------- | ------- | ------- | ------- | ------- | ------- | ------- | ------- | ------- | ------- | --------------- | ---------- |
| 2021   | Scuderia AlphaTauri Honda | Honda V6 turbo Hybride RA621H | Pirelli |              | BAH     | EMI     | POR     | ESP     | MON     | AZE     | FRA     | STY     | AUT     | GBR     | HON     | BEL     | P-B     | ITA     | RUS     | TUR     | USA     | MEX     | BRE     | QAT     | SAU     | ABU     | 142             | 6e         |
| 2021   | Scuderia AlphaTauri Honda | Honda V6 turbo Hybride RA621H | Pirelli | Pierre Gasly | 17e*    | 7e      | 10e     | 10e     | 6e      | 3e      | 7e      | Abd.    | 9e      | 11e     | 5e      | 6e      | 4e      | Abd.    | 13e     | 6e      | Abd.    | 4e      | 7e      | 11e     | 6e      | 5e      | 142             | 6e         |
| 2021   | Scuderia AlphaTauri Honda | Honda V6 turbo Hybride RA621H | Pirelli | Yuki Tsunoda | 9e      | 12e     | 15e     | Abd.    | 16e     | 7e      | 13e     | 10e     | 12e     | 10e     | 6e      | 15e     | Abd.    | Np.     | 17e     | 14e     | 9e      | Abd.    | 15e     | 13e     | 14e     | 4e      | 142             | 6e         |

Légende : ici 
- *Le pilote n'a pas terminé la course, mais est classé pour avoir parcouru 90% de la distance prévue.